# Klaas
Klaas är ett tyskt och holländskt mansnamn använt både som för- och efternamn. Det är ursprungligen den tyska förkortning av det namnet Nikolaus som kommer från Grekland som betyder Seger av folket. 

## Personer med namnet Klaas
- Klaas-Jan Huntelaar, en holländsk fotbollsspelare
- Klaas Gerling, en tysk DJ och producent
- Claas Uggla, svensk amiral